# Elpidia
Elpidia is een geslacht van zeekomkommers, en het typegeslacht van de familie Elpidiidae.

## Soorten
- Elpidia adenensis Belyaev, 1971
- Elpidia antarctica Belyaev, 1971
- Elpidia atakama Belyaev, 1971
- Elpidia belyaevi Rogacheva, 2007
- Elpidia birsteini Belyaev, 1971
- Elpidia chilensis Belyaev, 1971
- Elpidia decapoda Belyaev, 1975
- Elpidia echinata (R. Perrier, 1896)
- Elpidia glacialis Théel, 1876
- Elpidia gracilis Belyaev, 1975
- Elpidia heckeri Baranova, 1989
- Elpidia javanica Belyaev, 1971
- Elpidia kermadecensis Hansen, 1956
- Elpidia kurilensis Baranova & Belyaev, 1971
- Elpidia lata Belyaev, 1975
- Elpidia longicirrata Belyaev, 1971
- Elpidia minutissima Belyaev, 1971
- Elpidia ninae Belyaev, 1975
- Elpidia solomonensis Hansen, 1956
- Elpidia sundensis Hansen, 1956
- Elpidia theeli Hansen, 1956
- Elpidia uschakovi Belyaev, 1971